# Tommaso Redi
Tommaso Redi (Siena, segona meitat del segle xvii i mort vers el 1735) fou un compositor italià.
Per espai de més de quaranta anys fou mestre de la Cappella Lauretano de Loreto, i és conegut principalment per la polèmica amb un dels personatges més respectats en cercles musicals del segle xviii, el padre Giovanni Battista Martini. Va mantenir una àmplia correspondència amb músics contemporanis en una àmplia gamma de temes musicals. Alguna d'aquesta correspondència era de caràcter polèmic, com en el cas d'una sèrie de cartes relatives a la seva solució d'un cànon del compositor del segle xvi, Giovanni Animuccia, aquesta controvèrsia va ser iniciada per Tommaso Redi. En una carta del 7 d'octubre de 1732 dirigida a Giacinto Roffi, organista de l'església de San Giacomo de Bolonya, Redi va suggerir una solució alternativa al cànon Animuccia que la que va trobar Martini el 29 de setembre de 1732. Les dues solucions van ser considerades per diversos músics arreu d'Italia abans que Martini va escriure una llarga defensa acadèmica de la seva solució, que va tancar la qüestió.
Deixà un bon nombre de composicions religioses, totes manuscrites, i, segons Fétis, sabia emprar molt bé les veus en l'estil fugat.